# Ranunculus psilophyllus
Ranunculus psilophyllus är en ranunkelväxtart som beskrevs av Hj. Eichl.. Ranunculus psilophyllus ingår i släktet ranunkler, och familjen ranunkelväxter. Inga underarter finns listade i Catalogue of Life.